# Luis Blanco Álvarez
Luis Blanco Álvarez (4 de junio de 1932, Montevideo - 15 de abril de 1985, Madrid), conocido por su seudónimo "Blankito" fue un dibujante humorístico uruguayo.

## Biografía
En los primeros años de su carrera colaboró con los diarios El Plata, La Bomba y con Cátedra, publicación deportiva de los años de 1950. En la Escuela de Artes Comerciales de Emilio Cortinas y Walter Pérez ofició como profesor de Dibujo Humorístico. En los años 1960 y 61 sus trabajos quedaron plasmados en la revista "Reporte", y posteriormente se vinculó como dibujante a la revista "Lunes", dibujando algunas de sus portadas y encargándose de su propio espacio llamado "La Nada". En el año 1964 trabajó como director gráfico de la publicación "Peloduro" de Julio E. Suárez, en la cual colaboró con varios dibujos y algunas de sus portadas, las cuales firmaba como "Blankito" o simplemente "BK".
Dibujos suyos también aparecieron en el semanario Marcha en la década de 1960 y entre diciembre de 1965 y 1969 se encarga de la contratapa de esa publicación, en una sección llamada "Parece chiste", sustituyendo en cierta medida, la sección de humor político que cultivara Julio E. Suárez. En la segunda mitad de la década del 60 -al menos- estuvo a cargo de los gráficos del programa televisivo "Generación 55", conducido por Alfredo Zitarrosa, que se emitía los lunes por Canal 5.
En los años 1971 y 1972 junto a Néstor Silva y Francisco Graells (Pancho) codirige el suplemento humorístico "La Balota", del diario Ahora, y entre 1972 y 1973, codirige con los mismos colegas, la publicación "La Chacota". En ambas publicaciones aparecen también sus dibujos. Con Pancho, dirige en 1972, "La Bocha", donde reaparece su personaje Draculita Pérez. Con la clausura del semanario Marcha y la llegada de la dictadura, se radicó en España donde se nacionalizó. Allí colaboró con numerosas publicaciones y diarios como el diario El País de Madrid.
Falleció en esa ciudad en 1985, a los 52 años de edad sin haber regresado a Uruguay.